# Chiesa di Santa Barbara (Ravenna)
La chiesa di Santa Barbara fu un edificio religioso della città di Ravenna situato in via di Roma, vicino alla basilica di Sant'Apollinare Nuovo.

## Storia
La prima testimonianza sulle origini della chiesa risale all'anno 1109. L'edificio fu costruito nell'XI secolo e divenne proprietà dei monaci benedettini del convento della basilica di sant'Apollinare Nuovo. Nel 1513 i frati Minori Osservanti presero il posto dei benedettini nella gestione della basilica e la sede parrocchiale fu dunque trasferita in Santa Barbara.
La chiusura della parrocchia avvenne per mano di un'ordinanza napoleonica agli inizi del XIX secolo. Vi era infatti l'obbligo di ridurre il numero di sedi parrocchiali e Santa Barbara venne accorpata a quella della basilica di Santa Maria in Porto. Contestualmente l'edificio fu sconsacrato e messo in vendita, mentre i quadri furono collocati in altre chiese.
Durante la seconda guerra mondiale la chiesa fu danneggiata dai bombardamenti e nel dopoguerra divenne un'abitazione mentre dagli anni Settanta è adibita a laboratorio artigianale.